# Nikolaj Jezjov

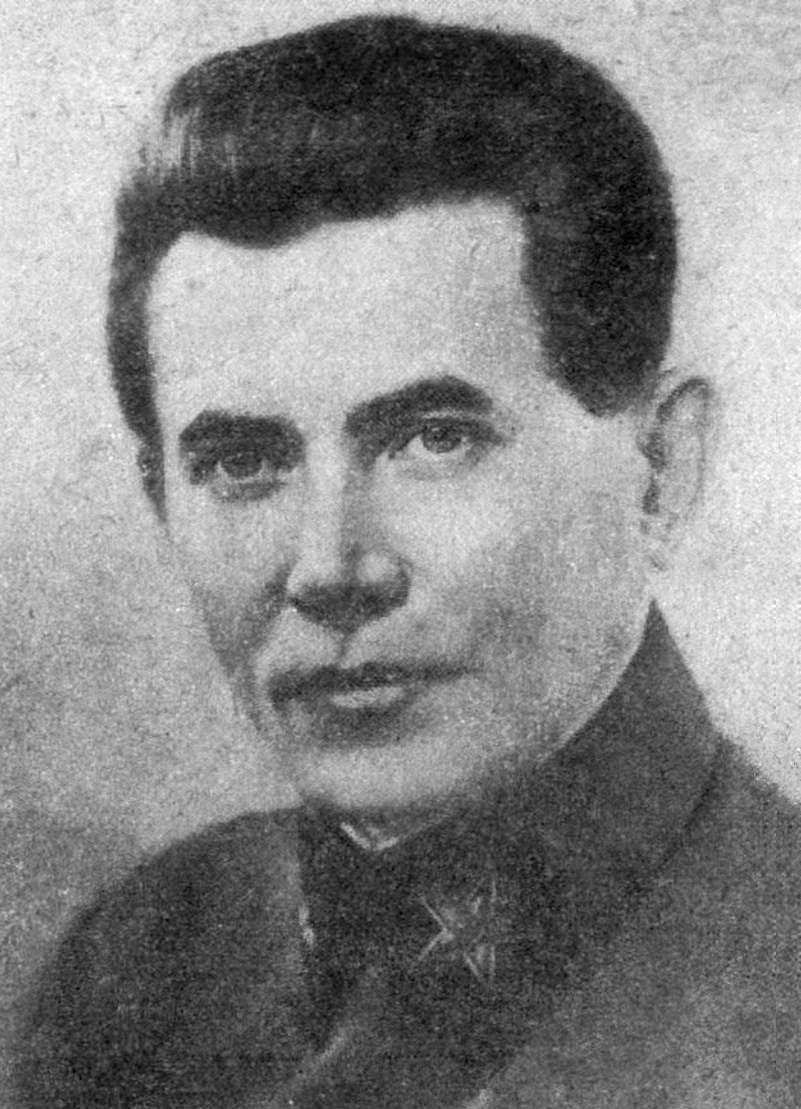
Jezjov, 1938

Nikolaj Ivanovitsj Jezjov (Russisch: Николай́ Иванович Ежов́) (waarschijnlijk Vejvery (nu Litouwen), 1 mei 1895 - Moskou, 4 februari 1940) was tussen 1936 en 1938 als volkscommissaris voor Binnenlandse Zaken het hoofd van de NKVD ten tijde van de Grote Zuivering. In deze hoedanigheid was hij hoogstwaarschijnlijk na Stalin de machtigste man van de Sovjet-Unie. Stalin gaf hem de bijnaam 'Braam', terwijl onder de mensen de bijnamen 'Gnoom', 'Giftige Dwerg' en 'Bloeddorstige Dwerg' circuleerden, vanwege zijn kleine postuur en sadisme. De tijd waarin Jezjov hoofd van de NKVD was, wordt in Rusland ook weleens aangeduid als Jezjovsjtsjina (het Bewind van Jezjov of het Bewind van de Egel, daar 'jezj' Russisch is voor egel).
Jezjov was de uitvoerder van Stalins Grote Zuivering, hoewel zijn voorganger Genrich Jagoda al met de zuiveringen was begonnen en zijn opvolger Lavrenti Beria ook zeer veel functionarissen heeft weggezuiverd, dan wel naar de kampen gestuurd. De zuiveringen liet Jezjov op bevel van Stalin uitvoeren. Uiteindelijk zou hij er zelf eveneens slachtoffer van worden.
Jezjovs carrière bij de NKVD leek sterk op die van zijn voorganger Jagoda. Beide mannen bereikten hun hoogtepunt tijdens een tweejarig volkscommissariaat van de NKVD, beiden voerden de Grote Zuivering uit op bevel van Stalin en beiden werden uiteindelijk zelf weggezuiverd, waarschijnlijk uit angst dat ze vanuit hun sleutelpositie een bedreiging voor Stalin zouden kunnen vormen.

## Vroege carrière
Zijn officiële communistische biografie ('sovjethistoriografie') vermeldt dat hij werd geboren als zoon van een metaalarbeider in Sint-Petersburg, wat een goede start zou zijn geweest voor een partijcarrière, aangezien de revolutie in Petrograd (de naam van Sint-Petersburg tussen 1914 en 1924) begon. Naar eigen zeggen en zoals verschillende documenten doen vermoeden werd hij in werkelijkheid echter geboren in het dorpje Ververy in de oejezd Marijampolė in een gebied dat toen bij Russisch Litouwen werd gerekend, maar nu tot Litouwen behoort, binnen het gouvernement Suwałki (de stad Suwałki ligt nu in Polen). Drie jaar later kreeg zijn vader Ivan Jezjov (geboren in het gouvernement Toela - hij zou niet dezelfde zijn als de wijnmaker uit Sint-Petersburg) promotie en werd zemstvo-veldwachter van de oejezd Marijampolė. Hij zou volgens sommige bronnen ook bordeelhouder zijn geweest. Zijn moeder Maria Antonovna was mogelijk van Litouwse afkomst; in een document uit 1921 stelde Jezjov dat hij een beetje Pools en Litouws kon spreken. Zijn vader verloor zichzelf in de drank en overleed. Over zijn moeder is verder niets bekend.
Jezjov maakte alleen de lagere school af. In 1906 vertrok hij naar Sint-Petersburg om er in de leer te gaan bij een kleermaker, die familie van hem was.
Van 1909 tot 1915 werkte hij als hulpje van een kleermaker en in een fabriek, waarna hij van 1915 tot 1917 in het tsaristische leger diende. Op 5 mei 1917 bekeerde hij zich in Vitebsk tot het communisme en werd lid van de communistische partij, enkele maanden voor de Oktoberrevolutie. Of hij actief was bij de bolsjewieken ten tijde van de Oktoberrevolutie is echter niet met zekerheid bekend. Tijdens de Russische Burgeroorlog vocht Jezjov tot 1921 in een aantal onderdelen van het Rode Leger. Aan het einde van de burgeroorlog vertrok hij naar Turkestan (Midden-Azië) voor partijwerk. In 1922 werd hij uitvoerend secretaris van de (toen) autonome oblast Mari El en werd vervolgens partijsecretaris van de goebkom (gouvernementsraad) van het gouvernement Semipalatinsk (nu Kazachstan) en ten slotte partijsecretaris van de Kazachse kraj.
Na de Burgeroorlog werkte Jezjov nog in verschillende andere functies voor de partij en doorliep een voorspoedige carrière. Van 1929 tot 1930 was hij gedeputeerde van de Volkscommissaris voor Landbouw. In 1930 werd hij hoofd van de partijdepartementen van bijzondere zaken, personeel en industrie. In 1934 werd hij eerst lid en vervolgens secretaris van het Centrale Comité. In 1935 werd hij bovendien voorzitter van de Centrale Commissie voor Partijcontrole, wat hij tot 1939 bleef. Jezjov werd benoemd tot Volkscommissaris van Watertransport in april 1938.

## Persoonlijkheid en familieleven
Jezjov was zeer klein van postuur, 1 meter 52, wat hem verschillende bijnamen opleverde. Nadjezjda Mandelstam ontmoette hem en beschreef dat hij een 'bescheiden en vriendelijke' indruk maakte. Van eventueel sadisme had ze niets gemerkt.
In een brief uit 1936, vermoedelijk van de hand van Nikolaj Boecharin, kwam een heel ander beeld naar voren: "In mijn hele lange leven heb ik nog nooit een weerzinwekkender persoon ontmoet dan Nikolaj Jezjov. Hij doet me denken aan de straatschooiers van de Rasterajevastraat, die een kat zijn staart in paraffine dopen, dit aansteken, en lachend toekijken hoe het doodsbange beest in paniek heen en weer rent om aan de vlammen te proberen ontsnappen. Ik twijfel er niet aan dat Jezjov zich in zijn jeugd op precies dezelfde wijze amuseerde, en dat hij dat in wezen nog steeds doet in een ietwat gewijzigde vorm."
Jezjov trouwde twee keer. Zijn eerste huwelijk sloot hij in 1919 met Antonia Titova, maar hij scheidde in 1930 van haar. Datzelfde jaar hertrouwde hij met Eugenia Feigenburg. Het koppel kreeg geen kinderen, maar adopteerde een meisje, Natalia Chajoetina.
Jezjovs huwelijk weerhield hem er echter niet van zich te buiten te gaan aan seksuele uitspattingen, voornamelijk van homoseksuele aard. Zijn homoseksualiteit (hoewel het naar moderne opvattingen eerder om biseksualiteit ging) werd later ook aan de orde gesteld bij zijn proces en veroordeling. Bovendien was hij een zware drinker. Naast deze activiteiten had hij maar een enkele echte hobby: het bouwen van modelscheepjes. Hoe zwaarder zijn werklast werd hoe meer hij dronk en Jezjov had dan ook voortdurend last van een zwakke gezondheid.

## Hoofd van de NKVD
Jezjov was een fervent aanhanger van de harde lijn van Stalin en bepleitte in 1935 in een officieel schrijven een harde aanpak van de oppositie. Toen Genrich Jagoda in 1936 in ongenade viel, was Jezjov dan ook Stalins favoriet om de open vacature als NKVD-hoofd in te nemen.
Onder Jezjov bereikten de zuiveringen een hoogtepunt. De partij, het leger en zelfs de NKVD en de GRU werden gezuiverd. Niet slechts door Jagoda benoemde officieren werden gezuiverd, ook de door Jezjov zelf benoemde officieren waren hun baan en leven niet zeker. Zelf betoogde Jezjov dat hij liever tien onschuldige mensen oppakte dan dat hij een enkele schuldige liet ontsnappen. Volgens sommige schattingen werd uiteindelijk de helft van het totale politieke en militaire ambtenarenbestand van de Sovjet-Unie gezuiverd. De gearresteerden werden door marteling gedwongen allerlei vergrijpen te bekennen (voornamelijk sabotage). De meest prominente personen werden veroordeeld tijdens de mede door Jezjov geregisseerde Moskouse schijn- en showprocessen, grote aantallen gearresteerden werden geëxecuteerd of naar de Goelag gestuurd.
In deze functie liet hij ook zijn voorganger Jagoda arresteren en executeren. De beschuldigingen luidden dat Jagoda verschillende personen zou hebben vergiftigd, dat hij zou hebben geprobeerd Jezjov zelf met vloeibaar kwik te vergiftigen en dat hij de zuiveringen halfhartig uitvoerde en de 'ware vijanden' ongemoeid liet. Jezjov zou zelfs persoonlijk betrokken zijn geweest bij de marteling van Jagoda en gaf na diens doodvonnis persoonlijk opdracht Jagoda voor zijn dood zichzelf te laten uitkleden en in elkaar te laten slaan door bewakers. Als Stalins scherprechter en tweede man was Jezjov na Stalin de machtigste en meest gevreesde man in de Sovjet-Unie. Vanwege zijn kleine postuur en sadistisch karakter stond Jezjov bekend als 'de Giftige Dwerg' of 'de Bloeddorstige Dwerg'. Uiteraard was het gebruik van deze namen in de Sovjet-Unie, zelfs in privékring, welhaast levensgevaarlijk.
Jezjov zou ook seksuele misdrijven hebben begaan, zowel homo- als heteroseksueel. Zo zou hij zijn macht hebben misbruikt om vrouwen van zijn officieren het bed in te krijgen. Wanneer hij na afloop nog niet tevreden was, zouden de officieren zelf ook door Jezjov worden misbruikt. Een aantal aantijgingen van seksueel misbruik zou door getuigen zijn bevestigd. Overigens zouden ook Jagoda en Beria hun macht misbruikt hebben om gemakkelijk seksueel genot te verkrijgen. Overdag hield Jezjov zich bezig met zijn post als NKVD-hoofd,  waarbij hij vaak zelf betrokken was bij martelingen, terwijl hij de nachten besteedde aan drank en seks.
Jezjovs ster bereikte zijn hoogtepunt op 20 december 1937, toen in het Bolsjojtheater het 20-jarige jubileum van de NKVD werd gevierd. Jezjovs beeltenis hing naast die van Stalin en hij werd op het podium bewierookt als iemand die Stalins wijze lessen zou hebben geleerd en aan wie iedereen een voorbeeld zou moeten nemen. Ook Stalin zelf was aanwezig en sloeg de show gade vanuit zijn privé-loge in het theater.

## Ondergang
Jezjov zelf leek zich volgens ooggetuigen tijdens die avond in het Bolsjojtheater geen houding te geven en lachte schaapachtig en verlegen onder alle vleierij. Wellicht besefte hij het gevaar dat in de persoonsverheerlijking school: Stalin zou kunnen denken dat Jezjov populairder of machtiger dan hijzelf probeerde te worden.
Dit hoogtepunt markeerde dan ook het begin van Jezjovs ondergang. Stalin had minder behoefte aan zuiveringen nu Duitsland in het westen en Japan in het oosten steeds sterker en gevaarlijker leken te worden. Liever bouwde hij opnieuw een ervaren officierskader op. Bovendien was Jezjov Stalins middel om de partij eraan te herinneren dat hij over leven en dood kon beschikken. Stalin wilde aantonen dat ook en vooral het hoofd van de NKVD zelf daar niet boven stond. Daarbij zou de machtige Jezjov wellicht op langere termijn een bedreiging voor Stalin kunnen vormen, indien hij zijn macht zou kunnen consolideren. Ten slotte waren er ook klachten dat Jezjov vanwege zijn alcoholisme disfunctioneerde: hij was vaak niet bereikbaar en bleek dan dronken te zijn.
Het eerste teken van Jezjovs aanstaande val was ironisch genoeg het grotendeels door hemzelf gedirigeerde showproces en de daaropvolgende executie van Genrich Jagoda in maart 1938. In dit proces, waarin naast Jagoda nog twintig andere vooraanstaande communisten terechtstonden, vormde de veroordeling en executie van Jagoda een symbool dat de grote zuiveringen voorbij waren en dat Jezjov dus eveneens niet langer gewenst was. In april 1938 werd Jezjov benoemd tot Volkscommissaris voor Watertransport. Niet alleen werd het hierdoor makkelijker om door de NKVD gedetineerden in te zetten bij de aanleg van kanalen, maar moest Jezjov hierdoor ook zijn aandacht verdelen en had hij dus minder tijd beschikbaar voor de NKVD. Op 13 juni 1938 liep G. S. Ljoesjkov, NKVD-afdelingschef van het Verre Oosten en beschermeling van Jezjov, over naar Japan. Jezjov had hem de hand boven het hoofd gehouden en dat nam Stalin hem uiterst kwalijk.
Op 22 augustus volgde een sterker teken aan de wand: Lavrenti Beria werd benoemd tot Jezjovs gedeputeerde, omdat Jezjov zou 'disfunctioneren' en 'hulp nodig had'. Vanuit deze positie begon Beria, gesteund door Stalin, het departement over te nemen. Vanaf september moesten alle NKVD-resoluties mede worden ondertekend door Beria. Bovendien dwongen Stalin en Beria Jezjov zijn aanhangers weg te zuiveren. Jezjov zag zijn eigen ontslag en executie al aankomen en vluchtte in nog meer drank en seks. De maanden daarop was hij vrijwel constant dronken en kwam nauwelijks meer op zijn werk. Na hevige kritiek van Stalin en Molotov werd Jezjov ten slotte 'op eigen verzoek' ontslagen als volkscommissaris van Binnenlandse Zaken in november 1938. Beria volgde hem op. Op de parade ter herdenking van de revolutie verscheen Jezjov weliswaar, maar speelde geen prominente rol meer, terwijl Beria de onderscheidingstekenen van Volkscommissaris van de NKVD droeg.
De eerste stap was de verbanning van Jezjov uit Stalins directe kring van ingewijden geweest. Hierna leek Stalin hem min of meer te zijn vergeten, maar de tweede stap volgde enkele maanden later. Op 3 maart 1939 werd Jezjov van al zijn publieke functies ontheven, hoewel hij nog wel Volkscommissaris van Watertransport mocht blijven. Dit commissariaat werd echter opgeheven op 9 april 1939, zijn laatste werkdag. De laatste stap kon niet lang meer uitblijven. Een dag later, op 10 april 1939, volgde zijn arrestatie. Hij werd in de Soechanovka gevangenis opgesloten en ondervraagd. Vanuit zijn cel bombardeerde hij Beria met verzoek- en smeekschriften.
Jezjov had zijn slachtoffers zonder blikken of blozen laten martelen en executeren en stond bekend als een sadist. Het was opmerkelijk hoe slecht hij zelf marteling kon verdragen en al snel bekende hij een reeks misdaden waaronder sabotage, spionage voor en collaboratie met Duitsland, incompetentie en seksuele misdrijven. Dit zouden ook de tenlasteleggingen op zijn proces worden.
Op 3 februari 1940 volgde Jezjovs showproces. Dit proces vond plaats binnen de muren van Beria's NKVD-kantoren, omdat men deze politiek gevoelige zaak liever niet wilde laten uitlekken. Jezjov weigerde te bekennen samen te hebben gezworen Stalin te laten vermoorden en verklaarde liever als een eervol man te willen sterven. Ten overstaan van rechter Vasili Oelrich en Beria zelf verklaarde de gebroken Jezjov in onsamenhangende zinnen zijn liefde voor kameraad Stalin en smeekte Beria op zijn knieën om vijf minuten aan Stalin zelf zijn liefde te mogen betuigen en alles uit te leggen. Hij verklaarde te zullen sterven met Stalins naam op zijn lippen. Hij viel flauw toen hij zijn doodvonnis aanhoorde.
De dag daarop, 4 februari 1940, werd Jezjov geëxecuteerd. Hij werd gedwongen de behandeling te ondergaan waaraan hij Jagoda had onderworpen. Voor zijn executie werd hij uitgekleed en in elkaar geslagen. Volgens ooggetuigen huilde en hikte hij onophoudelijk en moest hij de executieruimte in worden gedragen. Zijn lijk werd gecremeerd en zijn as werd gedumpt in een massagraf op de Donskoj-begraafplaats.

## Nadien
Omdat het proces en de executie geheim werden gehouden, wist niemand waar Jezjov was gebleven. Nog in 1948 rapporteerde Time dat er geruchten de ronde deden dat Jezjov ergens in een gesticht was opgenomen. Natalia Chajoetina, Jezjovs pleegdochter, heeft nog jaren geijverd voor rehabilitatie van haar pleegvader. De militaire kamer van het Russisch Hooggerechtshof wees echter uiteindelijk dit verzoek af vanwege de serieuze gevolgen van Jezjovs activiteiten als NKVD-hoofd en vanwege de grote hoeveelheden slachtoffers die onder zijn bewind waren gevallen.
- Biblioteca Nacional de España: XX5459820
- Bibliothèque nationale de France: cb14583816j (data)
- Gemeinsame Normdatei: 119495465
- International Standard Name Identifier: 0000 0001 2140 5953
- Library of Congress Control Number: nr95041600
- Nationale Bibliotheek van Letland: 000102958
- Nationale Bibliotheek van Tsjechië: jo2004213435
- Nationale Bibliotheek van Israël: 987007312041205171
- Nationale Bibliotheek van Polen: a0000001201443
- Nederlandse Thesaurus van Auteursnamen: 243180438
- LIBRIS: 223550
- Système universitaire de documentation: 077250141
- Virtual International Authority File: 77126867
- WorldCat: E39PBJx8ybcjqMw7BRvXWyTGpP